# 王土王民思想
王土王民思想（おうどおうみんしそう）とは、地上にある全ての土地は天命を受けた帝王のものであり、そこに住む全ての人民は帝王の支配物であるという思想のこと。

## 概要
『詩経』小雅・北山之什にある「溥天之下 莫レ非二王土一 率土之濱 莫レ非二王臣一(注)“溥天の下、王土に非ざるは莫く、率土の濱、王臣に非ざるは莫し”。この空の下に王のものでない土地はなく、地の果て（浜辺）まで王の臣でない人間はいない）」という詩句に代表されるように、中国では早くから中央集権が進むとともに四海・天下の概念が発達して、帝王の一元的・排他的な世界支配を象徴する考え方として説かれ、儒教・律令などにも反映されてきた。
日本の古代国家もこうした中国の思想を受容して、公地公民制とともに王土王民理念が説かれてきたが、天の概念が希薄でかつ天皇家が唯一の王権として確立されていた日本では、天照大神の末裔による万世一系思想とこれを支える君臣共治思想を理念とする朝廷が存在していたため、帝王の一元的・排他的支配を前提としたこうした考え方は表面的にしか受容されなかった。また、仏教の興隆とともに王法と仏法の関係について問題となったが、王法仏法両輪・王法仏法相依と呼ばれた相互依存関係理念や神仏習合理念の確立によって問題を回避することに成功した。
ところが、院政期から鎌倉時代にかけて治天の君や公家など朝廷運営の主体を担う勢力が、寺社や幕府などの他の権門に対して自己の優位性を唱えるために王土王民思想が唱えられるようになった。それはこれら新興の権門が国政において重要な役割を与えるだけの勢力を持ったことに対して、伝統的な権威を背景として国政の主導的地位を引き続き確保しようとする意図の反映でもあった。こうした考え方は『平家物語』（巻二・教訓状）や『徒然草』（207段）などの当時の文学作品にも登場している。やがて、王土王民思想の日本化として、神国思想が登場するようになる。